# Kolarovo (Blagoëvgrad)
Kolarovo (Bulgaars: Коларово) is een dorp in het zuidwesten van Bulgarije. Het dorp is gelegen in de gemeente Petritsj, oblast Blagoëvgrad. Het dorp ligt ca. 71 km ten zuiden van Blagoëvgrad en 149 km ten zuiden van Sofia.

## Bevolking
Op 31 december 2020 telde het dorp Kolarovo 1.629 inwoners. Het aantal inwoners vertoont al jaren een dalende trend: in 1992 woonden er nog 2.335 mensen in het dorp.
|  |

In het dorp wonen nagenoeg uitsluitend etnische Bulgaren. In de optionele volkstelling van 2011 identificeerden 1.714 van de 1.795 ondervraagden zichzelf als etnische Bulgaren. De overige ondervraagden waren vooral Roma of hebben geen etnische achtergrond gespecificeerd.
| Etnische samenstelling van de respondenten (2011) | Etnische samenstelling van de respondenten (2011) | Etnische samenstelling van de respondenten (2011) | Etnische samenstelling van de respondenten (2011) | Etnische samenstelling van de respondenten (2011) |
| ------------------------------------------------- | ------------------------------------------------- | ------------------------------------------------- | ------------------------------------------------- | ------------------------------------------------- |
|                                                   |                                                   |                                                   |                                                   |                                                   |
| Bulgaren                                          | Bulgaren                                          |                                                   | 95,5%                                             | 95,5%                                             |
| Turken                                            | Turken                                            |                                                   | 0,0%                                              | 0,0%                                              |
| Roma                                              | Roma                                              |                                                   | 2,6%                                              | 2,6%                                              |
| Anders/Onbekend                                   | Anders/Onbekend                                   |                                                   | 1,9%                                              | 1,9%                                              |